# Huawei MediaPad
Huawei MediaPad es una tablet desarrollada por Huawei que salió a la venta en julio de 2011. Admite tarjetas de memoria hasta 32 GB.

## Características
Tiene una pantalla de 800 x 1280 píxeles - 7.0 pulgadas. Un procesador Qualcomm Doble Núcleo 1.2 GHz.
- Datos: Q4040810